# 12月6日
12月6日是公历一年中的第340天（闰年第341天），离全年结束还有25天。

## 大事记

### 19世纪以前
- 1240年：蒙古帝國軍隊成功攻破基輔羅斯首都基輔，居民遭大量殺害，全城近乎遭到摧毀。
- 1534年：西班牙探险家贝拉尔卡萨尔建立当今厄瓜多尔的首都基多。
- 1648年：为了影响对查理一世审判的结果，新模范军军官普莱德率军抓捕亲王派的45名议员。
- 1768年：《大英百科全书》第一版第一卷在英國爱丁堡出版。
- 1790年：美国国会从纽约搬到费城。

### 19世紀
- 1865年：美國憲法第十三條修正案獲得批准生效，正式廢除奴隸制度。
- 1877年：美国华盛顿发行量最大的报纸《华盛顿邮报》创刊发行。
- 1897年：伦敦成为世界上首个发行出租车执照的城市。

### 20世紀
- 1905年：中國清朝政府奉旨設立學部，並決定自次年起廢止延續千年的科舉制度。
- 1907年：张謇、汤寿潜等人在上海成立预备立宪公会，之后各地立宪公会纷纷建立，中国立宪运动兴起。
- 1912年：娜芙蒂蒂胸像于埃及阿玛那出土。
- 1916年：同盟國势力占领罗马尼亚首都布加勒斯特。
- 1917年：在俄国发生十月革命之后，芬兰宣布脱离俄国而独立。
- 1917年：雅各·琼斯号驱逐舰被德军潜艇的鱼雷击沉，成为美国于第一次世界大战期间第一艘被敵人驅逐的驱逐舰。
- 1917年：一艘運載TNT和苦味酸的船隻在加拿大哈利法克斯港發生碰撞後起火，造成史上第二大意外爆炸。
- 1921年：英國與愛爾蘭代表簽訂《英愛條約》，將愛爾蘭島劃分為愛爾蘭自由邦與北愛爾蘭。
- 1922年：爱尔兰自由邦成立。
- 1928年：玻利維亞和巴拉圭于边界爆发冲突。
- 1933年：美國一法官裁决小说《尤利西斯》可以在美国合法出版。之前该小说因猥亵内容而在美国被禁。
- 1937年：南京保衛戰中，日軍向南京发动全面进攻。
- 1938年：周恩来同蒋介石举行会谈，讨论国共合作破裂。
- 1938年：纳粹德国与法国签署德法互不侵犯协约（英语：Munich Agreement#Consequences）。
- 1947年：坐落于美国佛罗里达州的大沼澤地國家公園成立。
- 1950年：朝鮮戰爭：北朝鲜与中国军队重新夺回平壤。
- 1953年：俄羅斯裔美國作家弗拉基米爾·納博科夫經過5年完成其爭議小說《蘿莉塔》。
- 1956年：蘇聯與匈牙利於奧運水球準決賽爆發嚴重肢體衝突，最終由匈牙利以4比0獲勝。
- 1957年：美国首个试验性人造卫星因所搭乘的先锋号运载火箭（英语：Vanguard TV3）在发射过程中发生爆炸而损毁。
- 1968年：中华民国國防部部長蔣經國與教育部部長閻振興同意將教育電視廣播電台擴建為中華電視台。[1]
- 1969年：滚石乐团演唱会因一名歌迷被保安杀害而结束。
- 1972年：香港在十二小時內發生三宗大火，死傷人數眾多。
- 1978年：西班牙公民投票通过该国最新的一部宪法，佛朗哥军事独裁政权结束。
- 1979年：北京市人民政府下达命令，禁止继续在西单民主墙张贴大字报，“北京之春”结束。
- 1984年：中国新闻学会成立。
- 1984年：英文版《邓小平文集》在伦敦出版。
- 1992年：印度爆发教族骚乱，造成1100多人死亡，4000多人受伤。
- 1998年：烏戈·查維茲当选委内瑞拉总统。
- 1999年：连接新疆吐鲁番市与喀什地区的南疆铁路开通运营。

### 21世紀
- 2002年：中国科学家发现核反应堆中微子消失现象。
- 2005年：幾名村民在汕尾東洲事件中被槍擊致死。
- 2006年：美国国家航空航天局发布了探勘者号所拍摄的，表明火星表面可能有液态水的照片。
- 2013年：日本政府通過了《特定秘密保護法》。
- 2015年：内蒙古额济纳旗与甘肃金塔县的边界纠纷导致额济纳旗一检查站遇袭。
- 2017年：美国总统宣布承认耶路撒冷为以色列首都。
- 2021年：緬甸奈比多法院裁定前國務資政翁山蘇姬因涉嫌煽動叛亂等罪名判處4年有期徒刑，後減刑至2年。
- 2024年：敘利亞救國政府成功佔領荷姆斯市。[2][3]

## 出生
- 846年：哈桑·阿斯卡里，伊斯蘭教十二伊瑪目派第十一任伊瑪目（874年逝世）
- 1285年：斐迪南四世，卡斯蒂利亞王國、萊昂王國、加利西亞王國國王（1312年逝世）
- 1421年：亨利六世，英格蘭國王（1471年逝世）
- 1608年：喬治·蒙克，英國軍人、政治家，第一代阿博馬爾公爵（1670年逝世）
- 1778年：约瑟夫·路易·盖-吕萨克，法國化學家（1850年逝世）
- 1792年：威廉二世，尼德蘭國王（1849年逝世）
- 1802年：保羅-埃米爾·博塔，法國科學家（1870年逝世）
- 1810年：羅伯特·納皮爾，英屬印度陸軍將領，第一代馬格達拉的納皮爾男爵（1890年逝世）
- 1823年：馬克斯·繆勒，德國文字學家、東方學家（1900年逝世）
- 1849年：奥古斯特·馬肯森，德國陸軍元帥（1945年逝世）
- 1863年：查爾斯·霍爾，美國鋁業大王（1914年逝世）
- 1868年：尼古拉·波格丹諾夫-別爾斯基，俄羅斯畫家（1945年逝世）
- 1890年：仁科芳雄，日本近代物理之父（1951年逝世）
- 1891年：早坂一郎，日本古生物學家、地質學家（1977年逝世）
- 1898年：貢納爾·默達爾，瑞典經濟學家、政治家，1974年諾貝爾經濟學獎得主（1987年逝世）
- 1898年：阿爾弗雷德·艾森士塔特，波蘭裔美國攝影家（1995年逝世）
- 1904年：艾芙·居里，法國作家，著有其母傳記《居里夫人傳》（2007年逝世）
- 1914年：裘法祖，中国外科学家（2008年逝世）
- 1916年：克里斯蒂安·埃爾亞恩，冰島政治人物，第3任冰島總統（1982年逝世）
- 1916年：丁聪，中国漫画家（2009年逝世）
- 1919年：保羅·德曼，比利時解構主義文學批評家、理論家（1983年逝世）
- 1920年：喬治·波特爵士，英國化學家，1967年諾貝爾化學獎得主（2002年逝世）
- 1920年：戴夫·布魯貝克，美國爵士鋼琴家、作曲家（2012年逝世）
- 1926年：尤德爵士夫人，第26任香港總督的夫人
- 1929年：尼古劳斯·哈农庫特，奥地利指揮家（2016年逝世）
- 1929年：艾倫·坦納，瑞士電影導演（2022年逝世）
- 1933年：亨里克·戈雷茨基，波蘭作曲家，神聖簡約主義代表之一（2010年逝世）
- 1933年：拉里·E·格雷納，美國經濟學家
- 1936年：法蘭克·塞伯里納，美國工程師、發明家
- 1936年：弗拉基米爾·瓦普尼克，俄裔美國計算機科學家、數學家
- 1942年：陳鴻平，香港足球運動員
- 1942年：彼得·漢德克，奧地利詩人、小說家、編劇、導演
- 1946年：豬哥亮，台灣節目主持人、演員（2017年逝世）
- 1947年：杰弗里·辛顿，加拿大計算機科學家、心理學家，2024年諾貝爾物理學獎得主
- 1948年：菅义伟，日本政治人物，第99任內閣總理大臣
- 1949年：吳茂昆，臺灣物理學家
- 1950年：久石讓，日本作曲家、指揮家、歌手、鋼琴家
- 1952年：佐藤史生，日本漫畫家，後24年組之一（2010年逝世）
- 1953年：車田正美，日本漫畫家，代表作《聖鬥士星矢》
- 1955年：盛宗亮，華裔美國作曲家
- 1957年：安德魯·古莫，美國政治人物，紐約州州長
- 1958年：尼克·帕克，英國動畫導演
- 1959年：岩田聪，日本任天堂第四任社長（2015年逝世）
- 1962年：科林·薩爾蒙，英國男演員、編劇
- 1963年：乌爾里奇·湯姆森，丹麥男演員
- 1965年：水島努，日本動画導演，代表作《撲殺天使朵庫蘿》、《王牌投手 振臂高揮》
- 1966年：周海媚，香港演員（2023年逝世）
- 1967年：李克勤，香港歌手、演員、主持人
- 1967年：馬蹄露，香港演員
- 1968年：薩德爾·扎帕羅夫，吉爾吉斯政治人物，現任吉爾吉斯總統
- 1971年：瑞安·怀特，美國抗擊愛滋病、消除愛滋病歧視標誌性人物（1990年逝世）
- 1971年：黃磊，中國演員、歌手
- 1971年：高橋直純，日本男歌手、聲優
- 1971年：影木榮貴，日本漫畫家、插畫家
- 1971年：，荷蘭網球運動員
- 1974年：陳思璇，台灣模特兒
- 1975年：陳信宏，台灣樂團五月天成員、主唱
- 1975年：謝凱榮，香港男子組合EO2成員
- 1975年：蕭源，香港補習老師、作家
- 1975年：大原沙耶香，日本女性聲優
- 1975年：諾爾·克拉克，英國演員、導演、編劇
- 1975年：安德雷亞·阿涅利，義大利企業家、體育高管
- 1975年：駱可欣，胡思在之母。（2011年6月29日逝世）
- 1976年：滿仲由紀子，日本女性聲優
- 1977年：凱文·凱什，美國職業棒球運動員
- 1977年：安德魯·弗林托夫，英國電視主持人、板球運動員
- 1978年：高宇蓁，台灣女演員
- 1979年：殷桃，中國女演員
- 1979年：蒂姆·卡希爾，澳洲足球運動員
- 1979年：卡洛琳娜·米哈爾丘克，波蘭女子拳擊運動員
- 1981年：費德里科·巴爾扎雷蒂，義大利足球運動員
- 1982年：，西班牙職業自行車手
- 1983年：唐嫣，中國女演員
- 1983年：洪永城，香港男演員
- 1984年：蘇菲亞王妃，瑞典王妃
- 1985年：謝東閔，香港男演員、歌手
- 1985年：孫悦，中國籃球運動員
- 1985年：北原多香子，日本AV女優
- 1988年：李煒，中國歌手
- 1988年：島崎信長，日本男性聲優
- 1988年：尼爾斯·彼得森，德國足球運動員
- 1989年：金弦，中國男性配音員
- 1989年：榊原徹士，日本男歌手、演員、時裝模特兒
- 1990年：林遣都，日本演員
- 1990年：達美拉·柏絲克，奧地利網球運動員
- 1992年：李時厚，韓國男演員
- 1994年：島袋美由利，日本女性聲優
- 1994年：揚尼斯·安戴托昆波，希臘男子籃球運動員
- 1996年：陳楨怡，香港女演員
- 1997年：薩布麗娜·約內斯庫，美國女子籃球運動員
- 1998年：幸村惠理，日本女性聲優
- 2000年：保羅·烏丹加林，西班牙王室成員
- 2001年：朴宰燦，韓國男子偶像團體DKZ成員

## 逝世
- 1077年：張載，北宋官員、思想家（1020年出生）
- 1185年：阿方索一世，葡萄牙國王（1109年出生）
- 1311年：北條貞時，日本鎌倉幕府第9代執權（1272年出生）
- 1779年：后桃园天皇，日本第118代天皇（1758年出生）
- 1864年：西莫納斯·道坎塔斯，立陶宛歷史學家、作家、民族學家（1793年出生）
- 1882年：安東尼·特洛勒普，英国小说家（1815年出生）
- 1886年：理查德·戴克斯，英國陸軍元帥（1799年出生）
- 1887年：島津久光，日本政治人物（1817年出生）
- 1888年：塞繆爾·恩紹，英國神職人員、數學家、物理學家（1805年出生）
- 1889年：杰佛逊·戴维斯，美国军人、政治家（1808年出生）
- 1892年：维尔纳·冯·西门子，德国电器之父，西门子公司创办人（1816年出生）
- 1893年：鲁道夫·沃夫，瑞士天文学家（1816年出生）
- 1912年：保羅·庫默爾，德國牧師、真菌學家（1834年出生）
- 1921年：施家本，臺灣詩人（1887年出生）
- 1949年：瑪麗·瑪格麗特·奧賴利，美國鑄幣局女官員（1865年出生）
- 1956年：比姆拉奧·拉姆吉·安貝德卡，印度法學家、經濟學家、政治家、社會改革家（1891年出生）
- 1959年：埃哈德·施密特，德國數學家（1876年出生）
- 1961年：，印地安裔社会心理学家（1925年出生）
- 1973年：約瑟夫·L·沃爾什，美國數學家（1895年出生）
- 1974年：克萊德·科溫，美國物理學家（1919年出生）
- 1976年：若昂·古拉特，巴西政治人物，第24任巴西總統（1919年出生）
- 1981年：哈里·哈洛，美國心理學家（1905年出生）
- 1985年：谭冠三，中国人民解放军成都军区顾问（1905年出生）
- 1986年：钱宁，中国泥沙运动学家（1922年出生）
- 1990年：东姑阿都拉曼，首任馬來西亞首相、国父（1903年出生）
- 1990年：司徒志仁，香港高級警官（1923年出生）
- 1993年：唐·阿米契，美國男演員（1908年出生）
- 1995年：瑪格麗特·梅耶爾，美國天文學家（1902年出生）
- 1997年：董竹君，上海锦江饭店创办人（1900年出生）
- 2003年：钱人元，中国高分子化学家（1917年出生）
- 2004年：雷蒙·古塔爾斯，比利時足球教練（1921年出生）
- 2010年：陈镜开，中国举重运动员（1935年出生）
- 2011年：徐華鳳，台灣演員（1970年出生）
- 2015年：柯俊雄，台灣演員（1945年出生）
- 2015年：吳德美，台灣立法委員（1947年出生）
- 2015年：刘居英，中国人民解放军少将（1917年出生）
- 2017年：高伯龙，中国工程院院士（1928年出生）
- 2017年：約翰尼·阿利代，法國歌手及演員（1943年出生）
- 2019年：陳楷模，臺灣外科醫師（1929年出生）
- 2021年：科勒·伊薩赫森·維洛克，挪威政治家，第23任挪威首相（1928年出生）
- 2021年：上村雅之，日本工程師、遊戲設計者，任天堂統合開發本部顧問（1943年出生）
- 2022年：潘懋元，中國高等教育學家（1920年出生）
- 2022年：黃克智，中國物理學家（1927年出生）
- 2022年：水木一郎，日本男歌手、作詞家、作曲家、聲優、演員（1948年出生）
- 2022年：阿道法斯·什萊扎維丘斯，立陶宛政治人物，前任立陶宛總理（1948年出生）
- 2023年：伊利亞·基瓦，烏克蘭政治人物（1977年出生）
- 2024年：皮萊凱澤拉·穆波科，辛巴威政治人物、外交官、商人（1940年出生）
- 2024年：中山美穗，日本女演員、歌手（1970年出生）

## 节假日和习俗
- 西方基督教：聖尼古拉節
- 芬兰：獨立日
- 西班牙：宪法日
- ：交通通讯与科技部日
- 加拿大：对暴力侵害妇女行为的纪念和行动日